# Grosupeljska kotlina
Grosupeljska kotlina je severozahodni del Dolenjskega podolja. Njeno središče in vir poimenovanja predstavlja mesto Grosuplje, ki se nahaja v kotlini, obdani z gozdnatimi gričevji.